# Radhošť
Radhošť település Csehországban, az Ústí nad Orlicí-i járásban. Radhošť Jaroslav, Trusnov, Stradouň, Vraclav, Zámrsk és Týnišťko településekkel határos. Lakosainak száma 160 fő (2024. január 1.).

## Népesség
A település lakosságának változását az alábbi diagram mutatja:
| Lakosok száma | 330  | 313  | 391  | 242  | 230  | 160  | 168  | 167  | 160  | 160  |
|               | 1869 | 1890 | 1921 | 1950 | 1980 | 2001 | 2017 | 2019 | 2022 | 2024 |